# LUNAR ザ・シルバースター
『LUNAR ザ・シルバースター』（ルナ ザ・シルバースター）は、1992年6月26日に日本のゲームアーツから発売されたメガCD用ロールプレイングゲーム。
同社の『LUNARシリーズ』（1992年 - 2015年）の第1作目。主人公のアレス・ノアを操作し、魔法皇帝を倒して魔法世界ルナを救出する事を目的としている。人と会話をして情報を集め、戦闘で経験値とお金を増やし、冒険をしていくオーソドックスなRPGである。戦闘システムは距離や移動距離など、「長さ」の概念を搭載し、戦略的な戦闘が出来るようになっている。
開発はスタジオアレックスが行い、プロデューサーはパソコン用ソフト『シルフィード』（1986年）や『VEIGUES』（1988年）を手掛けた宮路洋一、シナリオは小説家の重馬敬、音楽はメガドライブ用ソフト『鋼鉄帝国』（1992年）を手掛けた溝口功、岩垂徳行、窪寺義明やメガドライブ用ソフト『ラングリッサー』（1991年）を手掛けた藤岡央、キャラクター・デザインはアニメーターの窪岡俊之が担当している。
後にゲームアーツによるリメイク作『LUNAR シルバースターストーリー』が1996年にセガサターン版、1998年にPlayStation版、1999年にWindows版が発売された他、機種によってはゲームボーイアドバンス用ソフト『LUNAR 〜レジェンド〜』（2002年）、PlayStation Portable用ソフト『LUNAR ハーモニーオブシルバースター』（2009年）としてタイトルを変更して発売された。ゲームボーイアドバンス版はゲーム誌『ファミ通』の「クロスレビュー」にてシルバー殿堂を獲得した。
1994年には続編としてメガCD用ソフト『LUNAR エターナルブルー』および、そのPS版SS版リメイクとしてナンバリングを冠した『LUNAR2 エターナルブルー』（1998年）が発売され、以後シリーズ化された。
2025年4月18日には本作（シルバースターストーリー）と『LUNAR2』のリマスター版を収録した『LUNAR リマスターコレクション』が発売された。
リメイク版である『シルバースターストーリー』、『LUNAR 〜レジェンド〜』、『ハーモニーオブシルバースター』についても本項で述べる。

## 概要
1992年6月26日にメガCD用（以下MCD版）初のRPGソフトとして発売。その後リメイクとしてセガサターン版（以下SS版）が1996年7月4日に発売された。その際、サブタイトルが『ザ・シルバースター』から『シルバースターストーリー』に変更になった。それからちょうど一年後、ムービーをMPEGとして収納したMPEG版が1997年7月4日に発売された。この二つに内容の違いはほとんど無い（細かい違いについては後述）。
PlayStation版（以下PS版）が1998年5月28日に発売。PS版はSS版にはなかった追加要素が存在する。また、Windows版として、1999年12月8日にESPからCD2枚組で発売された。こちらはPS版とほぼ同じ内容である。
また、ゲームボーイアドバンス版（以下GBA版）として、『LUNAR 〜レジェンド〜』が2002年4月12日にメディアリングより発売された。こちらはシステムからシナリオに至るまで全てが見直されている。
2009年11月12日にはPlayStation Portable版（以下PSP版）として、『LUNAR ハーモニーオブシルバースター』がガンホー・ワークスより発売。
リメイク版で大幅に変わっている部分もあるため、システムの変更点については後述。

## ストーリー

### プロローグ
女神アルテナと彼女を支える4体のドラゴン、そしてその庇護を受ける伝説の勇者ドラゴンマスターらによって治められてきた、空に青き星を見上げる“魔法世界ルナ”。彼らの力によって、世界は悠久とも思える平和が続いていた。
しかし、いつの頃からか女神アルテナはその姿を現さなくなり、先代のドラゴンマスターは行方不明となり、彼を最後に勇者も生まれなくなっていた。そのルナの世界を、魔法皇帝を名乗る男が手中に収めようとしていた。

### 序盤
15年前の戦争で活躍した「四英雄」の活躍がまだ記憶に新しい頃、魔法皇帝の噂もろくに届かないほどの世界の片隅にあるブルク村に住む少年・アレスは、憧れである「ドラゴンマスター」となることを夢見て、自分もいつか冒険の旅に出ることを考えていた。
ある時、友人のラムスから「白竜の洞窟」への冒険へと誘われたアレスは、村の歌姫であり彼の幼馴染でもある少女ルーナ、そして小さな謎の生物、ナルと共に小さな冒険に旅立っていった。そこで手に入れた「白竜のダイヤ」を売るために出かけた道中、謎の男・レイクに助けられ、メリビア行きの船が往来する港町サイスに到着する。

### 中盤
魔法使いの森でキザな魔法使い・ナッシュが仲間となり、四英雄の一人メル提督が治める自由都市メリビアに到着した一同は、ナッシュが所属している魔法ギルドのある魔法都市ヴェーンを目指し、そこで四英雄のガレオンと対面する。
魔法ギルド当主の娘・ミアを仲間にした一行は、新たなドラゴンマスターの噂のあるランの村へと向かうが、その近辺を根城とする若き山賊の頭・キリーと、勝気な少女ジェシカを仲間にする。
魔法都市ヴェーンに戻った一行は、魔法ギルドの当主であり四英雄の一人レミリアによって、地下牢へと投獄されてしまう。だが、ミアによって助けられ「最近様子がおかしい母親のレミリアを救ってほしい」と助けを求められる。クリスタルの塔で、歌うルーナを取り囲んでいる四英雄による謎の儀式を目撃する。
魔族と魔法皇帝の暗躍を知った一行は、魔法皇帝の真意を探るため、魔法ギルドの宰相・ガレオンとともに、アレスの旅立ちの切っ掛けとなった白竜・ファイディに会うため、アレスたちの生まれ故郷であるブルグ村を目指す。しかし、魔法皇帝が現れて強力な魔法によって白竜ファイディは消滅させられ、アレスたちを一撃のもとに倒してルーナをさらってしまう。

### 終盤
その後、様々な冒険を続けていく中で、これまで自分たちを助けてくれたレイクこそが、かつての四英雄ドラゴンマスター・ダインだったことを知る。15年前、ダインと心を通わせた女神アルテナは、自ら「人間」へと転生する決断をし、その儀式によってダインはドラゴンマスターとしての力を失ってしまう。そしてアルテナの転生した赤子こそが、ルーナだったのだ。
さらに、世界を危機に陥れている魔法皇帝の正体が、四英雄の一人であるガレオンであることが判明する。圧倒的な魔法力を持って魔法世界ルナを統べていた女神アルテナを信奉していたガレオンは、「女神アルテナの人間への転生」を受け入れることができず、ルーナを操ってその力を我が物にして、自身が神となることを目論んでいたのだ。
ブルグ村の墓石に刺さっていた剣を引き抜いて『ドラゴンマスター』となったアレスは、白竜の姿になったナルの背に乗って、最終決戦の地である魔導都市アルテナへと向かう。

### ラスト
アレス達は、ガレオンの側近の魔女ロウイスとゼノビアたちを倒し、魔法皇帝ガレオンを打ち倒す。だが、魔導都市アルテナに集まり続ける魔法力は止まらず、ルナ世界の滅亡を避けるため、そしてルーナを助けるため、アレスは先代ドラゴンマスターと同様に「自らの魔法力を失う覚悟」をして、洗脳された女神アルテナに近づいていく。
「自分さえ消えれば、魔導都市アルテナの力を暴発させて世界の滅亡を食い止められる。だから、みんなを巻き込みたくなかった」というルーナに、アレスは「自分たちの力を信じよう」とルーナに語りかけ、二人は抱きしめあう。
他のメンバー達が脱出した後、魔導都市アルテナは大爆発してしまうが、魔法力によって転移してきた二人は皆の前に現れる。ブルク村に帰ってきた二人は、ドラゴンマスターの剣の丘の前で手を繋いで「青き星」を眺めたところで、物語は終わりを告げる。

## 用語
女神アルテナ
ルナに住む多くの人々から崇められている女神で、各地にアルテナの像が設置されている。伝説によると、ルナのどこからも空を見上げれば見える“青き星”から人間たちをルナへ連れてきたと言われている。
ドラゴンマスター
女神アルテナの守護者にして、全ての命の代表者。白竜、青竜、黒竜、赤竜の四竜の試練を乗り越えた者のみがその称号を得られる。アルテナの剣、黒竜の鎧、赤竜の盾、青竜の兜、白竜の翼を携え、圧倒的な剣技と魔力を持ち、竜の背に乗って世界を駈け巡る。アレスを含め、多くの少年達の憧れでもある。
四英雄
15年前にアルテナを倒そうとした魔法使いと戦った英雄。四英雄はドラゴンマスター・ダイン、メリビア総督・メル、魔法ギルドの当主・レミリア、魔法戦士・ガレオンの事で、15年前に姿を消したダインを除いた三人はそれぞれの持ち場を統治しており、多くの人々から尊敬されている。

## 登場キャラクター

### メインキャラクター
アレス・ノア
声 - 井上喜久子（メガCD版） / 石田彰（PS版・SS版・PSP版）
本作の主人公。ブルク村に住む15歳の少年で、ルーナやナルとは兄弟のように育った。同じ村の出身であるドラゴンマスター・ダインに憧れ、いつか冒険の旅に出ようと思っており、後に「最後のドラゴンマスター」と呼ばれることになる。メガCD版の本編では基本的に喋らず、エンディングでルーナの名を叫ぶのが唯一の台詞。『シルバースターストーリー』以降では明確な台詞を喋るようになった。幼馴染のルーナのことが好き。しかし、彼女に対して苦手意識を持っている。
ルーナ・ノア
声 - 井上喜久子（メガCD版） / 氷上恭子（PS版・SS版・PSP版）
歌が好きなアレスの幼馴染。15歳。15年前にダインによって、ナルと共にアレスの家に預けられた。アレスの前ではお姉さんぶっている。実は女神アルテナが人間に転生した姿であり、15年前より女神アルテナが姿を現さなくなったのはそのためである。彼女の歌声が人の心を和ませるだけでなく、モンスターを退ける力がある。メガCD版では旅立つアレスを見送って故郷に残ったが、中盤になるとゼノビアにさらわれる。『シルバースターストーリー』以降ではアレスと共に船に乗って旅立ち、しばらくは共に冒険するもののやがてガレオンにさらわれてしまう。
ナル
声 - 佐久間レイ（メガCD版） / 萩森侚子（PS版・SS版・PSP版）
白いネコに羽が生えたような姿をした正体不明の生き物。年齢不詳。15年前にルーナと共にアレスの家に預けられた。口が悪い。魚が大好物で、ネコ扱いされるのを嫌う。美人に目がない。
ナッシュ・ルーマック
声 - 阪口大助（PS版・SS版・PSP版）
魔法都市ヴェーンにある魔法ギルドの自称エリート学生。17歳。気弱な性格だが、魔法の腕は確かである。キザな自惚れ屋で、ミアに想いを寄せている。
ミア・オーサ
声 - 浅田葉子（PS版・SS版・PSP版）
魔法都市ヴェーンにある魔法ギルドの次期当主。16歳。気弱であまり自己主張をしない性格だが、魔法の才能は随一で、強力な攻撃魔法を覚えていく。
ジェシカ・アルカーク
声 - 池澤春菜（PS版・SS版・PSP版）
四英雄・メルの一人娘で見習いの神官。16歳。父親の前では猫かぶっているが、実際はおてんばなじゃじゃ馬。キリーとは幼馴染みでよく喧嘩をするが、お互いを意識し合う仲。アルテナの神殿で学ぶ神官の卵で、回復系の魔法を得意とする。
キリー
声 - 関智一（PS版・SS版・PSP版）
ナンザスの関所を任されている山賊の首領。18歳。大酒飲みで女にも目がないが、幼馴染みのジェシカは苦手。悪人からは盗むが、弱者から盗みを働くことは決してしない。その豪快な性格から、部下からの信頼は厚い。

### 四英雄
レイク・ボガード
声 - 大塚明夫（PS版・SS版・PSP版）
様々な場面でアレス達に助言をしてくれる謎の中年剣士。魔法は全く使えないが、剣の腕は一流。豪快な性格で、アレスにドラゴンマスターの心構えについて教えてくれる。実は四英雄の一人、ドラゴンマスターである。
メル・デ・アルカーク
声 - 屋良有作（PS版・SS版・PSP版）
四英雄の一人で、メリビアを治めている提督。大斧の扱いに長けており、かつては「血まみれのメル」の異名を持ち、メリビアの周辺を荒らす海賊の親分であった。妻を亡くしており、一人娘のジェシカを溺愛している。
レミリア・オーサ
声 - 原亜弥（PS版・SS版・PSP版）
四英雄の一人で、魔法都市ヴェーンにある魔法ギルドの当主。常に威厳を持って行動する。ミアの母親であるが、最近はどこか様子がおかしいのだという。
ガレオン
声 - 納谷六朗（メガCD版） / 梁田清之（PS版・SS版・PSP版）
四英雄の一人で、ダインを除けば、世界最強と称される実力者。魔法都市ヴェーンの魔法ギルドで宰相を務めている人物。落ち着いた性格をしているが、時折意味深な言葉を残したりと、謎が多い人物。

### サブキャラクター
ラムス・ファーマイン
声 - 高戸靖広（PS版・SS版・PSP版）
アレスの幼馴染でブルグ村の村長の息子。17歳。故郷の村を出て都会で大金持ちになる事を夢見ており、“伝説の竜のダイヤ”を求めてアレスを冒険の旅に誘う。のちに商業に面白みを見出し、商店のマスターとなり、アレスたちと別れた。
テムジン
声 - 増谷康紀（PS版・SS版・PSP版）
草原の民と呼ばれる遊牧民族の族長。15歳。ピリアを妻としている。悪事を許さない厳格な性格。弓の腕は確かで、アレス達の窮地を救う。
ピリア
声 - 丹下桜（PS版・SS版・PSP版）
草原の遊牧民族の少女で、族長であるテムジンの妻。外見からは想像できない気の強さを持っている。鞭を使った攻撃が得意。
ゼノビア
声 - 原亜弥（PS版・SS版・PSP版）
魔族の女性。魔族を辺境に追いやった女神アルテナを憎んでおり、アルテナと人間への復讐に燃えている。
フェイシア
声 - 丹下桜（PS版・SS版・PSP版）
アルテナ大神殿の神官長。穏やかで優しげな性格をしているが、彼女がいつ神殿へやってきたのか等、謎に包まれている部分も多く、アルテナの神官であるジェシカでも彼女とは面識がないという。移植版からの登場でメガCD版には登場しない。
ロウイス
声 - 豊嶋真千子（PS版・SS版・PSP版）
メリビアにある黒バラ通りに店を構えるローブ姿の占い師。魔法ギルドの当主・レミリアに信頼されているが、その占いは不吉な予言ばかりであるため、周囲からは気味悪がられている。フェイシアと同じく、移植版からの登場でメガCD版には登場しない。
白竜ファイディ
声 - 北村弘一（メガCD版） / 屋良有作（PS版・SS版・PSP版）
白竜の洞窟に住む老いた竜。
女神アルテナ
声 - 前田愛（PSP版）
ルーナが転生する前の姿。

## 他機種版

### 一覧
| No. | タイトル                                            | 発売日                      | 対応機種                                     | 開発元                                    | 発売元                                    | メディア                         | 型式                      | 備考                                                 |
| --- | --------------------------------------------------- | --------------------------- | -------------------------------------------- | ----------------------------------------- | ----------------------------------------- | -------------------------------- | ------------------------- | ---------------------------------------------------- |
| 1   | LUNAR シルバースターストーリー                      | 1996年10月25日              | セガサターン                                 | ゲームアーツ 日本アートメディア           | 角川書店                                  | CD-ROM                           | T-27901G                  |                                                      |
| 2   | LUNAR シルバースターストーリー (MPEG版)             | 1997年7月4日                | セガサターン                                 | ゲームアーツ 日本アートメディア           | 角川書店                                  | CD-ROM                           | T-27904G                  | ムービーがMPEG仕様になっている                       |
| 3   | LUNAR シルバースターストーリー                      | 1998年5月28日               | PlayStation                                  | アルファ・システム                        | 角川書店                                  | CD-ROM                           | SLPS-01397/01398          |                                                      |
| 4   | LUNAR シルバースターストーリー PlayStation the Best | 1999年4月28日               | PlayStation                                  | アルファ・システム                        | 角川書店                                  | CD-ROM                           | SLPS-91129/91130          | 廉価版                                               |
| 5   | LUNAR SILVER STAR STORY COMPLETE                    | 1999年6月1日                | PlayStation                                  | ゲームアーツ 日本アートメディア           | Working Designs                           | CD-ROM                           | SLUS-00628/00899          |                                                      |
| 6   | LUNAR シルバースターストーリー                      | 1999年12月8日               | Windows                                      | ゲームアーツ 日本アートメディア           | ESP                                       | CD-ROM                           | -                         |                                                      |
| 7   | LUNAR 〜レジェンド〜                                | 2002年4月12日 2002年12月8日 | ゲームボーイアドバンス                       | 日本アートメディア                        | メディアリング ユービーアイソフト         | ロムカセット                     | AGB-ALNJ-JPN AGB-ALNE-USA |                                                      |
| 8   | LUNAR ハーモニーオブシルバースター                  | 2009年11月12日 2010年3月4日 | PlayStation Portable                         | ゲームアーツ 日本アートメディア           | ガンホー・ワークス XSEED JKS, Inc.        | UMD                              | - JP ULJM-05535           |                                                      |
| 9   | LUNAR ザ・シルバースター                            | 2022年10月27日              | メガドライブ ミニ2                           | エムツー                                  | セガ                                      | プリインストール                 | HAA-2524                  | メガCD版の移植                                       |
| 10  | LUNAR リマスターコレクション                        | INT 2025年4月18日           | Nintendo Switch PlayStation 4 Xbox One Steam | ガンホー・オンライン・ エンターテイメント | ガンホー・オンライン・ エンターテイメント | ダウンロード BD-ROM ゲームカード |                           | 『シルバースターストーリー』と『LUNAR2』のリマスター |

### リメイク版の変更点・追加要素
リメイク版はMCD版と比べてアニメーションのデジタル化や追加変更、シナリオの修正などが大幅に行われているが、ストーリーの大筋は変わっていない。
大まかな変更点は以下の通り。
- フィールド移動時のエンカウンターの廃止
- ダンジョン内はシンボルエンカウンターへ変更
- 各町に女神アルテナ像という共通の回復ポイントを設置（MCDでは一部の町のNPCおよびフィールド上の祠で回復）
- アレスが竜魔法以外の魔法を覚えない
- 物理攻撃の通用しないダンジョンの一部を変更
- ダンジョンの構造の変更
- ルーナがサイス港町以後も（敵の手に落ちるまで）パーティに残る
- ナッシュの性格が変更されている
- 獣人の姿がより人間に近くなる
- 辺境の人間が魔族という別種族になる
- アレスが喋るようになる
- 声優の変更
- ラスボス撃破後もセーブが可能
- エンディングではスタッフロールに入るまで街の探索が可能

### 各機種での変更点・追加要素
SS版の通常版とMPEG版の違い
ムービーがフルサイズになった点を除けば、ブロマイドの追加のみ。
ただしMPEG版は周辺機器のムービーカードがなければ見ることができない。
PS版とSS版の違い
基本的にゲーム内容は同じだが、いくつかの追加要素がある。
GBA版からの変更点・追加要素
- フィールドの移動が目的地選択式に変更
- カードシステムを搭載（あくまでもお遊び要素であり、全て集めることによる追加要素はない）
- ダンジョンの構造の変更

PSP版からの変更点・追加要素
- 四英雄と悪の魔法使いの決戦のシーンを追加
- キャラクターの頭身が上がった
- 会話時に表示される顔グラフィックが立ち絵に変更
- システムとシナリオはGBA版ではなくPS、SS版準拠

## 音楽

### テーマソング・挿入歌
LUNAR ザ・シルバースター
- 「LUNAR」
  - 作詞：溝口功 / 作曲：岩垂徳行 / 編曲：工藤崇
  - 歌：須藤まゆみ
- 「ホンキーダンス」
  - 作詞：溝口功 / 作曲：岩垂徳行 / 編曲：岩垂徳行
  - 歌：須藤まゆみ WITH ブルグ村青年合唱団
- 「センシティヴ・ドリーム」
  - 作詞：溝口功 / 作曲：岩垂徳行 / 編曲：工藤崇
  - 歌：井上喜久子
- 「ALTHENA'S SONG 〜遥かなる旅〜」
  - 作詞：溝口功 / 作曲：岩垂徳行 / 編曲：大熊謙一
  - 歌：井上喜久子 / コーラス：青き星の草木の会

LUNAR シルバースターストーリー
- 「TSU・BA・SA」
  - 作詞：溝口功 / 作曲：岩垂徳行 / 編曲：岩垂徳行
  - 歌：氷上恭子
- 「風のノクターン」
  - 作詞：溝口功 / 作曲：岩垂徳行 / 編曲：岩垂徳行
  - 歌：氷上恭子
- 「フェアリー・レイン」
  - 作詞：溝口功 / 作曲：岩垂徳行 / 編曲：小西真理
  - 歌：浅田葉子
- 「シャワーをあびろ!!」
  - 作詞：ドン・マッコウ、萩森侚子、佐藤DUE / 作曲：ドン・マッコウ / 編曲：岩垂徳行
  - 歌：大納言
- 「Pretty Girl」
  - 作詞：溝口功 / 作曲：岩垂徳行 / 編曲：小西真理
  - 歌：池澤春菜
- 「レ・ミゼラブル」
  - 作詞：溝口功 / 作曲：岩垂徳行 / 編曲：岩崎琢
  - 歌：萩森侚子
- 「Killy is No.1」
  - 作詞：溝口功 / 作曲：岩垂徳行 / 編曲：浅井真
  - 歌：関智一
- 「魔道機動兵器ナッシュ」
  - 作詞：溝口功 / 作曲：岩垂徳行 / 編曲：田優一郎
  - 歌：阪口大助

LUNAR ハーモニーオブシルバースター
- 「TSU・BA・SA 2009」
  - 作詞：溝口功 / 作曲：岩垂徳行 / 編曲：岩垂徳行
  - 歌：氷上恭子
- 「風のノクターン 2009」
  - 作詞：溝口功 / 作曲：岩垂徳行 / 編曲：岩垂徳行
  - 歌：氷上恭子

## スタッフ
メガCD版
※各人物の役割はスタッフロールでは明確にされていない。
- プロデューサー：宮路洋一
- 松田充弘
- 富一成
- シナリオ：重馬敬
- キャラクター・デザイン：窪岡俊之
- 内田敏幸
- 上坂哲
- 火野峻志
- 古代彩乃
- 岡部博明
- 小山洋幸
- 赤司雄俊
- 岡野崇宏
- 須永有三
- 大浦孝浩
- さとうあきとし
- 鈴木俊二
- 佐藤肇
- 小林貞夫
- 和田めい子
- 安住政敏
- 池谷昌彦
- 佐藤晃子
- 大野春恵
- 伊東大典
- 平井健三郎
- 平井勝四郎
- さとういちえ
- さとうまこと
- 高倉武史
- 岡地伸明
- 上村眞理子
- 上條有
- MR.TOM
- 宮路武
- 天引哲也
- 大畑和幸
- 増渕利道
- 岡部利香
- 上坂治美
- さとうまさえ
- 柏木朗
- 金井秀樹
- 西野司
- 中澤和博
- CUBE
  - 音楽：溝口功、岩垂徳行、藤岡央、窪寺義明、渋谷道玄
- STUDIO PAGE ONE
  - 南英司
- STUDIO ASH
  - つじそういち

セガサターン版
- プロデューサー：宮路洋一
- シナリオ・ディレクター：重馬敬
- イベントムービー・ディレクター：窪岡俊之
- スクリーンプレイ・ディレクター：赤司雄俊（戦船）
- ゲーム・ディレクター：安藤雅明（日本アートメディア）
- シナリオ・スタッフ
  - 原作：STUDIO ALEX
  - ストーリー：重馬敬、窪岡俊之、赤司雄俊、火野峻志
  - メイン・ゲーム・シナリオ：蓮川龍司郎（天布）
  - ゲーム・シナリオ：蓮川龍司郎（天布）、枠部崇裕、田沢大典、重馬敬
  - イメージボード：佐藤肇
- ゲーム・スタッフ
  - ゲーム・デザイン：日本アートメディア
  - メイン・プログラマー：佐多成介
  - バトル・プログラマー：安藤雅明、田中剛
  - システム・プログラマー：井上美幸
  - 音楽プログラマー：田中剛
  - システム・デザイン：杉山智則・伊藤森（ヴァンガード）
  - バトル・バランス：杉山剛・山崎徹（ヴァンガード）
  - トラップ・デザイン：杉山剛・大田原一博（ヴァンガード）
  - テキスト：高橋充、佐多成介
  - キャラクター・デモンストレーション：高橋充、佐多成介、安藤雅明
  - マップ・デザイナー：神谷純一、縄村竜一、佐藤秀啓、鈴木剛、内藤京典、黒沢正記、柴崎晋一、亀崎依麗加、篠崎光司、柏木准一（ネバーランド）
  - バトル・マップ・デザイナー：縄村竜一、木全和光
  - キャラクター・グラフィック：桜田直子、伊藤大典、鈴木裕久、横瀬幸子、福山優雅
- アニメーション・スタッフ
  - ストーリーボード、キャラクター・デザイン：窪岡俊之
  - キー・アニメーション・スーパーバイザー：本田雄、小曽根正美、松竹徳幸、佐藤敬一、前田真宏、窪岡俊之
  - アニメーター：平田智浩、小曽根正美、阿部邦博、増尾昭一、大倉雅彦、吉沢広子、合田浩章、新号靖、山田起生、山口晋、羽山淳一、杉浦幸次、千葉道徳、川原智弘、渡辺律子、福世孝明、村田俊治、松竹徳幸、船戸明里、本田雄、前田真宏、窪岡俊之
  - インビトゥィーン・チェッカー：鮑智行、平出幸代、小林幸子
  - インビトゥィーン・サンクス：トライアングルスタッフ、OH!プロダクション、ウォンバット、スタジオたくらんけ、ZERO-G-ROOM、スタジオライブ、DANGUN PICTURES、ウィスキースタジオ、リバティー、ライン、Production I.G、DENKIGONZO
  - キャラクター・カラー・デザイナー：瑞穂わか
  - スキャン、ペイント、2Dレンダリング：Raretrick、自転社、童夢、高橋プロダクションT-2studio、TOKYO KIDS、VISUAL WORK SHOP、オー・エル・エム、DENKIGONZO
  - アート・ディレクター：菊池正典
  - 背景アーティスト：美術画房 草薙、STUDIO UNI
  - 2Dデジタルエフェクト：ツドー工房、BIG X
  - 3D C.G.：赤司雄俊、桜川琢、田中秀典（企画デザイン工房 戦船）、祝田賢一
  - CGI：DENKIGONZO
  - パブリシティー・ポスター・サンクス：吉田英俊、中山久美子
  - アニメーション・ディレクター：杉山慶一
  - アシスタント・プロデューサー：北田恵一、角田一樹、中野浩二
  - アニメーション・プロデューサー：村濱章司
  - シネパック・データ・クリエーション：SEGA DIGITAL STUDIO、石坂郁夫、澤入雄二
- フェイス・ウィンドウ・スタッフ
  - イラストレーター：今掛勇、合田浩章、吉田英俊、窪岡俊之
  - グラフィッカー：瑞穂わか
- バトルモード背景アートスタッフ
  - イラストレーター：飯田馬之介
  - 背景アーティスト：小倉一男、木原祐爾、須江信人、中座洋次、美術画房 草薙
- 音楽スタッフ
  - サウンド・プロデューサー：溝口功（ツーファイブ）
  - 音楽：岩垂徳行（ツーファイブ）
  - 効果音：今野康之（スワラプロダクション）、笠原咲奈恵（ツーファイブ）
- タイトル・ロゴ・デザイン：高倉毅志（戦船）
- スーパーバイザー：佐藤肇、船戸明里
- スペシャル・サンクス：増渕利道、嶋田智幸、篠泰樹（イデア ジャパン）
- 角川書店スタッフ：千葉孝、藤岡迅彦、水上賢治、水野丈一、洋介山
- エグゼクティブ・プロデューサー：角川歴彦

## 評価
メガCD版
- ゲーム誌『ファミコン通信』の「クロスレビュー」では、7・7・7・5の合計26点（満40点）になっている[9]。

- 『メガドライブFAN』の読者投票による「ゲーム通信簿」での評価は以下の通りとなっており、26.28点（満30点）となっている[22]。また、同雑誌1993年7月号特別付録の「メガドライブ&ゲームギア オールカタログ'93」では、マップは広大であるが移動が素早いためフィールド上で敵があまり出ない事から「比較的楽に進める」とした他、「ストーリーの要所には美しいビジュアルが入る」とグラフィックに関しては肯定的に評価したが、CD-ROMであるにも拘わらずキャラクターがあまり喋らない事に関しては否定的に評価した[22]。

| 項目 | キャラクタ | 音楽 | 操作性 | 熱中度 | お買得度 | オリジナリティ | 総合  |
| 得点 | 4.63       | 4.57 | 4.33   | 4.40   | 4.31     | 4.04           | 26.28 |

- ゲーム本『メガドライブ大全』（2004年、太田出版）では、テンポの良さやシナリオに関しては高評価を下したが、戦闘システムに関してはAIの機能が悪く使用に適さないと指摘した他、ボタンを連打する事でAIが選択されている事が「一部のプレイヤーから不評を買った」と指摘、しかし村人全てにセリフが用意されているため「話しかけているだけでも飽きがこない」と肯定的に評価した他、「クリア後も、何回もくりかえし遊ぶヘビーユーザーが珍しくない佳作だ」と肯定的に評価した[23]。

PlayStation版
- ゲーム誌『ファミ通』の「クロスレビュー」では合計28点（満40点）になっている[10]。

ゲームボーイアドバンス版
- ゲーム誌『ファミ通』の「クロスレビュー」では合計30点（満40点）でシルバー殿堂入りを獲得している[11]。

## 関連商品

### 小説
- LUNAR: シルバースターストーリー 全4巻（1996年 - 2000年、角川スニーカー文庫）
  - 著：重馬敬、イラスト：窪岡俊之、船戸明里

### 漫画
- LUNAR ヴェーン飛空船物語（1998年、あすかコミックスDX）
  - 著：船戸明里